# Lenešice (zámek)
Lenešice jsou zámek ve stejnojmenné obci v okrese Louny. Stojí na okraji hospodářského dvora v západní části vesnice. Od roku 1964 je chráněn jako kulturní památka.

## Historie
První písemná zmínka o Lenešicích pochází z roku 1226, kdy patřily doksanskému klášteru. Později patřily klášteru v Postoloprtech a po roce 1420 je zabralo město Louny. Od roku 1436 se v držení vesnice vystřídala řada zástavních majitelů, až je v roce 1588 koupil Jan Černín z Chudenic. Jeho syn Jiří Theobald Černín z nich vytvořil samostatné panství a okolo roku 1599 založil renesanční zámek. Ovšem již v roce 1600 prodal panství Veronice ze Šternberka. Její dcery Marie Alžběta a Františka Maxmiliána je prodaly v roce 1650 Janu Bohumírovi z Jungenu. Manžel jeho jediné dcery, František ze Sarau, nechal zámek přestavit. Pískovcový štít v západní zdi datuje přestavbu do roku 1668. Od pána ze Sarau vesnici v roce 1684 koupil Jan Clary-Aldringen, který v prvním patře vybudoval jídelnu a osm pokojů. Janova vnučka Marie Antonie, provdaná za barona Františka z Fin, nechala provést zejména úpravy dnes zaniklé zahrady. Od roku 1788 Lenešice vlastnil terezínský stavitel Jakub Wimmer a od něj je koupil Josef Nepomuk ze Schwarzenberga. Na počátku dvacátých let 19. století zámek vyhořel a v roce 1821 proběhla jeho oprava. Od druhé poloviny 19. století se na zámku vystřídalo několik majitelů. Od roku 1945 ho využívalo JZD, které v něm zřídilo kanceláře a byty.

## Stavební podoba
Patrová budova zámku má obdélný půdorys a valbovou střechu. Devítiosé průčelí člení obdélná okna, která jsou v prvním patře ozdobena zvlněnou nadokenní římskou. Za vstupními dveřmi je předsíň, ze které vede do prvního patra schodiště zaklenuté valenou klenbou. Přízemní místnosti mají trámové stropy a pokoje v patře jsou plochostropé. Některé jsou zdobené štukovými zrcadly.